# Łukasz Żegleń
Łukasz Żegleń (ur. 9 czerwca 1995) – polski piłkarz grający na pozycji pomocnika. Z reprezentacją Polski zajął 3-4. miejsce na mistrzostwach Europy U-17 2012. 
Pochodzi ze sportowej rodziny. Ojciec piłkarz, a matka piłkarka ręczna.

## Osiągnięcia trenerskie
Pompa Team Jarosławiec - wygranie Klasa A Proton 2023/2024, grupa: wielkopolska IV